# ميرق النقاش
روح الله ميرك النقاش أو ميرق النقاش كان رسامًا من القرن التاسع الهجري. ومن أسباب شهرته إتقانه لفن كمال الدين بهزاد. خدم مير علي شير نوائي والسلطان حسين بايقرا، وكان مديرًا لمكتبة الشاه. كان بارعًا في رسم الشعر ورسم الحيوانات. وابتكر أسلوبًا ذا اسم وأسلوب مميز اسمه الإلحاق في الرسم الإيراني.

## بعض أعماله
- لقاء علي الفارسي
- عرض صورة خسرو على شيرين
- اجتماع تيمور (الزعفرانة)